# Gueorgui Bushchán
Gueorgui Mikoláyovich Bushchán (en ucraniano: Георгій Миколайович Бущан; Odesa, Ucrania, 31 de mayo de 1994) es un futbolista ucraniano. Juega de portero y su equipo es el Al-Shabab Club de la Liga Profesional Saudí.

## Trayectoria
Comenzó su carrera en las inferiores del FC Chernomorets Odessa de su ciudad natal. Se mudó a Kiev y entró en la academia del Dinamo de Kiev en 2010.
A pesar de que fue promovido al primer equipo del club en la temporada 2011-12, no llegó a debutar hasta el 20 de agosto de 2017 en la victoria por 4-1 sobre el FC Stal Kamianske en el Estadio Olímpico de Kiev en la Liga Premier de Ucrania. El 2 de noviembre de 2017 debutó en la Liga Europa de la UEFA en el triunfo 1-0 sobre el Young Boys.

## Selección nacional
Fue internacional en categorías inferiores con la selección de Ucrania entre 2010 y 2015.
El 7 de octubre de 2020 debutó con la absoluta en un amistoso ante Francia en el que encajó siete goles.

### Participaciones en Eurocopas
| Copa          | Sede     | Resultado        | Partidos | Goles |
| ------------- | -------- | ---------------- | -------- | ----- |
| Eurocopa 2020 | Europa   | Cuartos de final | 5        | 0     |
| Eurocopa 2024 | Alemania | Primera fase     | 0        | 0     |

## Estadísticas
Actualizado al último partido disputado el 20 de mayo de 2025.
| Club | Div.          | Temporada     | Liga  | Liga  | Copas nacionales(1) | Copas nacionales(1) | Copas internacionales(2) | Copas internacionales(2) | Total | Total |
| Club | Div.          | Temporada     | Part. | Goles | Part.               | Goles               | Part.                    | Goles                    | Part. | Goles |
| --- | ------------- | ------------- | ----- | ----- | ------------------- | ------------------- | ------------------------ | ------------------------ | ----- | ----- |
| F. C. Dinamo de Kiev 2 · Ucrania | 2.ª           | 2013-14       | 4     | 0     | —                   | —                   | —                        | —                        | 4     | 0     |
| F. C. Dinamo de Kiev 2 · Ucrania | 2.ª           | 2014-15       | 15    | 0     | —                   | —                   | —                        | —                        | 15    | 0     |
| F. C. Dinamo de Kiev 2 · Ucrania | 2.ª           | 2015-16       | 5     | 0     | —                   | —                   | —                        | —                        | 5     | 0     |
| F. C. Dinamo de Kiev 2 · Ucrania | Total club    | Total club    | 24    | 0     | 0                   | 0                   | 0                        | 0                        | 24    | 0     |
| F. C. Dinamo de Kiev · Ucrania | 1.ª           | 2017-18       | 6     | 0     | 3                   | 0                   | 3                        | 0                        | 12    | 0     |
| F. C. Dinamo de Kiev · Ucrania | 1.ª           | 2018-19       | 7     | 0     | 1                   | 0                   | 1                        | 0                        | 9     | 0     |
| F. C. Dinamo de Kiev · Ucrania | 1.ª           | 2019-20       | 20    | 0     | 3                   | 0                   | 5                        | 0                        | 28    | 0     |
| F. C. Dinamo de Kiev · Ucrania | 1.ª           | 2020-21       | 23    | 0     | 1                   | 0                   | 11                       | 0                        | 35    | 0     |
| F. C. Dinamo de Kiev · Ucrania | 1.ª           | 2021-22       | 15    | 0     | 0                   | 0                   | 5                        | 0                        | 20    | 0     |
| F. C. Dinamo de Kiev · Ucrania | 1.ª           | 2022-23       | 8     | 0     | —                   | —                   | 8                        | 0                        | 16    | 0     |
| F. C. Dinamo de Kiev · Ucrania | 1.ª           | 2023-24       | 26    | 0     | 0                   | 0                   | 4                        | 0                        | 30    | 0     |
| F. C. Dinamo de Kiev · Ucrania | 1.ª           | 2024-25       | 16    | 0     | 0                   | 0                   | 11                       | 0                        | 27    | 0     |
| F. C. Dinamo de Kiev · Ucrania | Total club    | Total club    | 121   | 0     | 8                   | 0                   | 48                       | 0                        | 177   | 0     |
| Al-Shabab Club Arabia Saudita | 1.ª           | 2024-25       | 11    | 0     | 1                   | 0                   | —                        | —                        | 12    | 0     |
| Al-Shabab Club Arabia Saudita | Total club    | Total club    | 11    | 0     | 1                   | 0                   | 0                        | 0                        | 12    | 0     |
| Total carrera | Total carrera | Total carrera | 156   | 0     | 9                   | 0                   | 48                       | 0                        | 213   | 0     |
| (1) Incluye datos de la Copa de Ucrania, Supercopa de Ucrania y Copa del Rey de Campeones. (2) Incluye datos de la Liga de Campeones de la UEFA, Liga Europa de la UEFA y Liga Europa Conferencia de la UEFA. |               |               |       |       |                     |                     |                          |                          |       |       |

## Palmarés

### Títulos nacionales
| Título                  | Club                 | País    | Año     |
| ----------------------- | -------------------- | ------- | ------- |
| Supercopa de Ucrania    | F. C. Dinamo de Kiev | Ucrania | 2011    |
| Copa de Ucrania         | F. C. Dinamo de Kiev | Ucrania | 2013-14 |
| Liga Premier de Ucrania | F. C. Dinamo de Kiev | Ucrania | 2014-15 |
| Copa de Ucrania         | F. C. Dinamo de Kiev | Ucrania | 2014-15 |
| Liga Premier de Ucrania | F. C. Dinamo de Kiev | Ucrania | 2015-16 |
| Supercopa de Ucrania    | F. C. Dinamo de Kiev | Ucrania | 2018    |
| Supercopa de Ucrania    | F. C. Dinamo de Kiev | Ucrania | 2019    |
| Copa de Ucrania         | F. C. Dinamo de Kiev | Ucrania | 2019-20 |
| Supercopa de Ucrania    | F. C. Dinamo de Kiev | Ucrania | 2020    |
| Liga Premier de Ucrania | F. C. Dinamo de Kiev | Ucrania | 2020-21 |
| Copa de Ucrania         | F. C. Dinamo de Kiev | Ucrania | 2020-21 |